# ザ・グローブ
ザ・グローブ（The Grove）はカリフォルニア州ロサンゼルスにあるショッピング・モールである

## 概要
オープンタイプのショッピングセンターで、映画館もある。